# Zalpa

Zentralanatolien während der kārum-Zeit mit Zalpa am Schwarzen Meer

Zalpa oder Zalpuwa war eine hattische Stadt an der Mündung des Flusses Maraššanta (Kızılırmak) in das Schwarze Meer. Es war in vorhethitischer Zeit Hauptstadt eines mächtigen Stadtstaates. Zalpa war auch in althethitischer Zeit ein größerer Zentralort und hegte enge Verbindungen mit den benachbarten Kultstädten Liḫzina und Nerikka. Nicht verwechselt werden darf diese nordanatolischen Stadt mit Städten ähnlichen Namens in Nordsyrien und Mesopotamien.

## Geschichte
Erstmals erwähnt wird Zalpa in altassyrischen Quellen des 19. Jh. v. Chr. und gehörte demnach zu einem bedeutenden Fürstentum neben Ḫattuša, Kaniš, Purušḫanda und anderen. Der erste bekannte König war Uḫna, der die Stadt Kaniš zerstörte und die Hauptgottheit dieser Stadt verschleppte. Vermutlich war er verantwortlich für die völlige Zerstörung von Kaniš um 1835 v. Chr. (Mittlere Chronologie).
Um 1730 v. Chr. zog König Anitta von Kaniš/Neša gegen Zalpa und nahm König Ḫuzziya von Zalpa gefangen und führte die von Uḫna geraubte Statue zurück nach Kaniš/Neša.
Später belagerte Ḫattušili I. Zalpa – offensichtlich in Zusammenhang mit Rebellen aus der hethitischen Königsfamilie – und ließ die Stadt nach deren Einnahme zerstören. Ob die Stadt wieder aufgebaut wurde, kann aus den Quellen nicht erkannt werden, da der Name Zalpuwa auch für die hethitischen Provinz gebraucht wurde. Um 1450 wurde die Provinz Zalpuwa von den Kaškäern erobert.

## Legenden
Eine hethitische Legende, der sogenannte Zalpa-Text (CTH 3), bringt die alten Königsstädte Kaniš und Zalpa in eine engere Verbindung. Danach schenkte die Königin von Kaniš gleichzeitig dreißig Söhnen das Leben, die sie aber – weil ihr dies ungeheuerlich schien – auf dem Fluss Maraššanta aussetzte. Sie wurden bis zum Meer gespült und in Zalpa großgezogen. Später gebar dieselbe Königin gleichzeitig dreißig Töchter, die sie aber selbst aufzog. Die erwachsenen Söhne kamen auf der Suche nach ihrer Mutter nach Kaniš und vollzogen vermutlich unwissentlich Beischlaf mit ihren dreißig Schwestern, trotz Warnung des jüngsten Bruders. Der Rest der Legende ist verloren.

## Religiöse Kulte
Das Pantheon von Zalpa gehörte der hattischen Religion an. Die Hauptgottheit von Zalpa war die göttliche Großmutter Ammamma. Neben mehreren lokalen Gottheiten werden auch die hattischen Gottheiten Šulinkatte und Ḫalipinu genannt. Gemäß einem hethitischen Herbstritual pilgerte der hethitische Prinz nach Zalpa, um den Gottheiten von Zalpa zu opfern, und zwar ein Ferkel, sechs Fische, sechs Frösche und eine Schlange, die mit Ausnahme des Ferkels höchst unübliche Opfertiere waren.

## Lage
Das bronzezeitliche Zalpa konnte bis jetzt noch nicht archäologisch nachgewiesen werden. Der türkische Archäologe Bahadır Alkım vermutete die Ruinen von İkiztepe im Mündungsgebiet des Kızılırmak als möglichen Ort und begann mit ersten Grabungen. Sein Nachfolger Ö. Bilgi kam aber zum Schluss, dass die Funde eher gegen die Identifizierung mit Zalpa sprächen, dennoch wird diese Möglichkeit weiterhin diskutiert. Weitere Kandidaten sind Paşaşeyh Tepesi und Oyamaağaç. Letzteres scheint aber nach neuen Befunden mit der hethitischen Stadt Nerik identisch zu sein.